# Sahawar
Sahawar é uma cidade e uma nagar panchayat no distrito de Etah, no estado indiano de Uttar Pradesh.

## Geografia
Sahawar está localizada a 27° 48′ N, 78° 51′ L. Tem uma altitude média de 176 metros (577 pés).

## Demografia
Segundo o censo de 2001, Sahawar tinha uma população de 20,457 habitantes. Os indivíduos do sexo masculino constituem 53% da população e os do sexo feminino 47%. Sahawar tem uma taxa de literacia de 35%, inferior à média nacional de 59.5%: a literacia no sexo masculino é de 42% e no sexo feminino é de 28%. Em Sahawar, 19% da população está abaixo dos 6 anos de idade.